# Frontera entre l'Afganistan i el Pakistan
La frontera entre l'Afganistan i el Pakistan és una línia de 2.670 kilòmetres que separa l'Afganistan del Pakistan. Té 2.670 km de longitud i és la frontera més llarga de l'Afganistan.

## Història
Després d'un empat en dues guerres contra els afganesos (El Gran Joc i Primera guerra angloafganesa), el 12 de novembre de 1893 els britànics van forçar a l'emir Abdur Rahman Khan de l'Afganistan a un acord per establir la frontera entre el seu país i l'Índia britànica. El tractat va garantir un salari anual i subministrament d'armes per a l'emir de part dels anglesos. La Línia Durand rep el seu nom gràcies a Mortimer Durand, el secretari per als assumptes estrangers del govern de l'Índia britànica. Es tracta d'una línia d'uns 2430 km de longitud.
El Pakistan es va independitzar en 1947, però ambdós països mai signaren un acord sobre la seva frontera comuna. Kabul mai va reconèixer la legitimitat d'aquesta frontera, que divideix la nombrosa comunitat ètnica paixtu, i d'aquesta manera té una disputa territorial entre ambdós països que empanya contínuament les seves relacions diplomàtiques.
La línia fronterera també és anomenada Línia Xero. Exclosa la part del desert, el 84 % de la línia segueix per punts notables de relleu (rius o crestes). El traçat precís del 16 % restant és format per segment en línia recta i fou demarcat en 1894-95, i també està als mapes a escala 1:50000 fets pels soviètics després de la invasió soviètica de l'Afganistan en 1980.
La frontera la creuen constantment de manera il·legal els terroristes talibans els qui tenen les seves bases en tots dos països.

## Conflicte fronterer
El 13 de maig de 2007 es va crear un conflicte entre els exèrcits de l'Afganistan i el Pakistan. El conflicte es deu a proves del Pakistan d'establir unes construccions militars a l'est de l'Afganistan. El general Zahir Azimi, el portaveu del Ministeri de Defensa de l'Afganistan, durant una roda de premsa va dir que sota la pressió de les tropes del Pakistan els militars afganesos van ser obligats a retirar-se. El conflicte encara seguia desenvolupant-se en 2011.